# Macallè (sous-marin)
Le Macallè est un sous-marin de la classe Adua (sous-classe de la Serie 600), en service dans la Regia Marina lancé dans la deuxième moitié des années 1930 et ayant servi pendant la Seconde Guerre mondiale.
Il est nommé d'après la ville de Mekele (en italien : Macallè) en Éthiopie.

## Caractéristiques
Les sous-marins de la classe Adua sont des sous-marins de petite croisière à simple coque avec double fond central et bulges latéraux, pratiquement identiques à ceux de la série précédente Perla dont ils constituent une répétition. C'est la plus grande série de la classe 600 et donne de bons résultats au cours du conflit, bien que la vitesse de surface soit plutôt faible, les bateaux sont robustes et maniables. Il y a de petites différences dans le déplacement et les détails de construction entre les unités construites sur des sites différents.
Ils déplaçaient 697,25 tonnes en surface et 856,40 tonnes en immersion. Les sous-marins mesuraient 60,18 mètres de long, avaient une largeur de 6,45 mètres et un tirant d'eau de 4,7 mètres.
Pour la navigation de surface, les sous-marins étaient propulsés par deux moteurs diesel de 600 chevaux (447 kW), chacun entraînant un arbre d'hélice. En immersion, chaque hélice était entraînée par un moteur électrique de 400 chevaux-vapeur (298 kW). Ces moteurs électriques étaient alimentés par une batterie d'accumulateurs au plomb composée de 104 éléments. Ils pouvaient atteindre 14 nœuds (26 km/h) en surface et 7,5 nœuds (13,9 km/h) sous l'eau. En surface, la classe Adua avait une autonomie de 3 180 milles nautiques (5 890 km) à 10,5 noeuds (19,4 km/h), en immersion, elle avait une autonomie de 74 milles nautiques (137 km) à 4 noeuds (7,4 km/h)
Les sous-marins étaient armés de six tubes lance-torpilles internes de 53,3 cm, quatre à l'avant et deux à l'arrière. Une torpille de rechargement était transportée pour chaque tube, pour un total de douze. Ils étaient également armés d'un canon de pont de 100 mm OTO 100/47 pour le combat en surface. L'armement antiaérien léger consistait en une ou deux paires de mitrailleuses Breda Model 1931 de 13,2 mm

## Construction et mise en service
Le Macallè est construit par le chantier naval Odero-Terni-Orlando (OTO) de Muggiano à La Spezia en Italie, et mis sur cale le 1er mars 1936. Il est lancé le 29 octobre 1936 et est achevé et mis en service le 1er mars 1937. Il est commissionné le même jour dans la Regia Marina.

## Historique
En 1938, le Macallè est déployé à La Spezia et deux ans plus tard, il est transféré à la base érythréenne de Massaoua.
Le 10 juin 1940, à l'entrée de l'Italie dans la Seconde Guerre mondiale ans, dans l'après-midi, il quitte Massaoua sous le commandement du lieutenant de vaisseau (tenente di vascello) Alfredo Morone pour entamer sa première mission de guerre, qui sera menée au large de Port Soudan,.
Cependant, le sous-marin se heurte à divers problèmes. Le ciel étant couvert, il est impossible de calculer la position de l'unité en fonction des étoiles. De plus, il est également difficile d'identifier les points de repère sur la côte (tout cela est problématique car la zone que le Macallè doit traverser est parsemée d'îlots, de rochers affleurants, de hauts-fonds et de rochers). Plus grave encore, le 12, il y a quelques fuites de chlorure de méthyle - provenant du système d'air conditionné - qui n'ont cependant pas été immédiatement reconnues. L'équipage a plutôt pensé qu'il s'agissait de nourriture qui avait mal tourné, et en conséquence, le 14 juin, tous les officiers et presque tout l'équipage sont intoxiqués, et il y a eu quelques cas de folie et de délire,.
Le 14 juin, à l'aube, le Macallè aperçoit un phare qu'il croit être celui des hauts-fonds de Sanganeb, mais c'est en fait celui de Hindi Gider, qui se trouve en fait à une trentaine de kilomètres. Cette erreur cause la perte du Macallè parce que l'officier de cours croit que le sous-marin a atteint des eaux plus profondes, alors qu'en réalité l'unité se trouve encore dans la zone de danger. Ayant dévié de sa route, le Macallè s'échoue sur les rochers de l'île de Bar Mousa Kebir aux premières heures du 15 juin,. Le sous-marin se retrouve incliné de près de 90° sur le côté, la proue étant complètement hors de l'eau et la poupe immergée.
Les hommes en état d'intoxication et les hommes non indispensables sont débarqués sur l'îlot voisin, Barra Musa Kebir, avec des provisions et d'autres choses, tandis que le commandant Morone et quelques autres parmi les plus sains essaient de désengager le sous-marin. Ils ne réussissent pas, et à ce moment-là, les documents secrets sont détruits et les manœuvres de sabordage sont lancées pour éviter la capture du sous-marin, qui est proche des territoires contrôlés par les troupes britanniques. Le Macallè, alourdi par les eaux embarquées, se désengage et coule en glissant sur un fond marin de 400 mètres de profondeur, (selon d'autres sources, le sous-marin n'aurait pas été coulé intentionnellement, mais il aurait coulé accidentellement lors des manœuvres de désengagement).
Cependant, Morone oublie, probablement à cause de l'intoxication, d'envoyer un signal de détresse à la base (selon d'autres sources, l'ordre aurait été donné avant le naufrage, mais la salle radio aurait été retrouvée déjà inondée). L'équipage du sous-marin se retrouve isolé sur une île déserte, avec de maigres réserves de nourriture et sans que la base n'ait la moindre idée non seulement de l'endroit où ils se trouvent, mais aussi du fait que le Macallè a coulé.
Ils se sont donc préparés à leur séjour : les abris ont été préparés pour éviter d'être sous le soleil brûlant et les vivres ont été rationnés. Comme il aurait été impossible de survivre longtemps sur l'îlot, et que la meilleure perspective était la capture par les Britanniques, il a été décidé que quelques volontaires auraient essayé de rejoindre une position italienne sur la côte de l'Érythrée pour commencer le sauvetage.
Le 15 juin, dans la soirée, trois hommes - l'enseigne Elio Sandroni, le sergent timonier Reginaldo Torchia et le marin Costagliola Paolo - montent à bord d'un petit voilier équipé de deux rames, avec trois bouteilles d'eau et de petites quantités de lard et de crackers,. Le 17 juin, ils débarquent sur la côte du Soudan, mais, comme il s'agit d'un territoire britannique, ils doivent repartir. Le 20 juin, ils atteignent enfin le phare italien de Taclai, en Érythrée, réussissant ainsi à alerter le commandement à Massaoua,.
Un avion envoyé de Massaoua parachute sur l'îlot des vivres et au même moment le sous-marin Guglielmotti appareille de cette base. Le 22 juin, le Guglielmotti récupère l'équipage du Macallè,.
L'un des membres de l'équipage, le sous-capitaine Carlo Acefalo, déjà intoxiqué, est mort de faim sur l'îlot le 17 juin et y a été enterré : il est la seule victime parmi les 45 hommes de l'équipage. L'enseigne Sandroni reçoit la médaille d'argent de la valeur militaire,.
Grâce aux efforts du documentariste italo-argentin Ricardo Preve, qui a commencé en 2014 à travailler sur un film consacré au sous-capitaine Carlo Acefalo, intitulé Tornando a casa, une équipe est constituée pour retrouver et reconnaître ses restes. La dépouille de Carlo Acefalo revient à Rome le 8 octobre et le 23 novembre à Savone. À 14 h 30, une cérémonie est organisée au cours de laquelle la marine lui rend hommage. Le même après-midi, le cercueil est transféré à la mairie de Castiglione Falletto, dans la salle du conseil municipal. Le samedi 24 novembre au matin, la prière et la bénédiction de la dépouille ont précédé l'inhumation au cimetière, aux côtés de sa mère Francesca.
Lors de cette unique mission de guerre, le Macallè avait parcouru 450 milles nautiques (833 km), tous en surface.